# Sangam-Literatur
| Sangam-Literatur |
| --- |
| Ettuttogai („acht Anthologien“) |
| - Natrinai - Kurundogai - Aingurunuru - Paditruppattu - Paripadal - Kalittogai - Agananuru - Purananuru                                                                             |
| Pattuppattu („zehn Gesänge“) |
| - Tirumurugatruppadai - Porunaratruppadai - Sirupanatruppadai - Perumbanatruppadai - Mullaippattu - Maduraikkanchi - Nedunalvadai - Kurinchippattu - Pattinappalai - Malaipadukadam |

Als Sangam-Literatur (von Tamil சங்கம் caṅkam [ˈsaŋɡʌm]) wird das Korpus der frühesten tamilischen Dichtung bezeichnet. Sie entstand vermutlich zwischen dem 1. und 6. Jahrhundert n. Chr. im äußersten Süden Indiens (Tamil Nadu). Zusammen mit dem Grammatikwerk Tolkappiyam bildet sie die älteste Schicht der tamilischen Literatur. Die Sangam-Literatur umfasst ein Korpus von 18 lyrischen Werken, das sich in acht Anthologien von meist kürzeren Einzelgedichten (Ettuttogai) und zehn längere Gedichte (Pattuppattu) aufteilt.
Die Werke der Sangam-Literatur teilen sich in zwei Genres, Liebes- und Heldendichtung (agam und puram). Die Texte sind in einer altertümlichen Form der tamilischen Sprache, dem Alttamil, verfasst und folgen einer Vielzahl komplizierter Konventionen. Diese werden von einer reichen poetologischen Tradition beschrieben, die die Literatur begleitet. Zu den hervorstechendsten Konventionen gehört das Konzept der „fünf Landschaften“, dem zufolge eine bestimmte Liebessituation stets mit einer von fünf Landschaftstypen (Berge, Weideland, Ackerland, Küste und Wüste) assoziiert ist.
Die Sangam-Literatur spiegelt einen Zustand wider, in dem der Einfluss der nordindischen Sanskrit-Kultur im Süden Indiens noch verhältnismäßig gering war. Anders als die Literaturen der anderen indischen Sprachen baut sie nicht auf dem Vorbild der Sanskrit-Literatur auf, sondern hat ihre eigenen Ursprünge. Für die frühe Geschichte Südindiens gehört die Sangam-Literatur zu den wichtigsten Quellen. Sie beschreibt eine Zeit, in der in Tamil Nadu die drei Königsdynastien der Chera, Chola und Pandya sowie eine Vielzahl minderer Fürsten herrschten. Nachdem die Sangam-Literatur zwischenzeitlich weitgehend in Vergessenheit geraten war, wurde sie im ausgehenden 19. Jahrhundert wiederentdeckt und spielt seitdem eine wichtige Rolle für das kulturelle Bewusstsein der Tamilen.

## Der Begriff „Sangam“
Der tamilische Begriff „Sangam“ (சங்கம் caṅkam) ist vom Sanskrit-Wort saṅgha hergeleitet und bedeutet wörtlich „Versammlung“, „Rat“ oder „Akademie“. Die Bezeichnung beruht auf einer Legende, der zufolge es in der mythischen Vorzeit drei Akademien (Sangam) von Dichtern gegeben habe, die die Tamil-Dichtung pflegten. Die Sangam-Legende tritt erstmals im 8. Jahrhundert in der poetologischen Literatur auf, namentlich in Nakkirars Kommentar zum Iraiyanar Agapporul. Sie besagt, die erste von drei Akademien habe im „südlichen Madurai“, das heute unter dem Meer liege, stattgefunden und 4400 Jahre lang angedauert. Die zweite Akademie in der ebenfalls vom Meer verschlungenen Stadt Kabadapuram habe 3700 Jahre lang gedauert, die dritte Akademie habe im heutigen Madurai stattgefunden und 1850 Jahre angedauert. Während die Zahlen getrost als fiktiv gelten können, lässt sich zumindest nicht ausschließen, dass sich einst tatsächlich eine Dichterakademie in Madurai unter königlicher Patronage mit der Kodifizierung des Textkorpus der Sangam-Literatur befasste. Die in der Sangam-Legende erhaltene Sintflutsage führte im 20. Jahrhundert in tamilisch-nationalistischen Kreisen in Verbindung mit westlichen Theorien (vgl. Lemuria) zur Vorstellung von einem untergegangenen Kontinent Kumarikkandam.
Nach der üblichen Definition gehört zur Sangam-Literatur die älteste Schicht der poetischen Literatur auf Tamil, bestehend aus zwei Sammlungen, den „acht Anthologien“ (Ettuttogai) und den „zehn Gesängen“ (Pattuppattu). Obwohl in der Sangam-Legende nur die acht Anthologien erwähnt werden, werden die zehn Gesänge wegen der großen Übereinstimmungen in Inhalt und Stil ebenfalls zur Sangam-Literatur gezählt. Bisweilen synonym verwendet, wenn auch nicht genauso trennscharf, ist der Begriff „klassische Tamil-Literatur“. Über den literarischen Bereich hinaus ist der Begriff „Sangam“ auch auf andere Bereiche übertragen worden: Im Tamilischen wird das Alttamil als „Sangam-Tamil“ (சங்கத்தமிழ் caṅkattamiḻ) bezeichnet. Auch ist in der Geschichtsschreibung Südindiens der Begriff „Sangam-Zeit“ für die Epoche, die in den Sangam-Texten beschrieben wird, geläufig.

## Textgeschichte und Chronologie
Die Datierung der Sangam-Texte ist höchst unsicher. Als weitgehender Konsens gilt, dass der Großteil der Texte in den ersten Jahrhunderten n. Chr. entstanden ist. Gleichwohl gibt es deutlich abweichende Datierungsvorschläge, die vom 3. Jahrhundert v. Chr. bis zum 8./9. Jahrhundert n. Chr. reichen. Anhand sprachlicher und stilistischer Merkmale lässt sich allenfalls eine relative Chronologie der Texte untereinander aufstellen. Zur absoluten Datierung trägt eine Reihe von externen Hinweisen bei: In den Heldengedichten des Sangam-Korpus werden neben zahlreichen minderen Fürsten die drei Königsdynastien der Chera, Chola und Pandya besungen. Diese waren die dominierende Macht in Tamil Nadu, ehe sie im 4. Jahrhundert durch die einfallenden Kalabhra verdrängt wurden. Auch spielt die Pallava-Dynastie, die im 6. Jahrhundert zur wichtigsten Macht in Tamil Nadu aufstieg, in der Sangam-Literatur keine Rolle. Dagegen gibt es Beschreibungen von griechischen bzw. römischen Händlern und Söldnern (vgl. Yavana). Der Seehandel zwischen Indien und dem Römischen Reich begann im 1. Jahrhundert und kam im 3. Jahrhundert zum Erliegen. Diese Tatsachen sprechen dafür, dass die Sangam-Gedichte die Zustände im Tamil Nadu der ersten Jahrhunderte n. Chr. beschreiben.
Als mögliche Chronologie lässt sich Folgendes festhalten: Die älteste Schicht der Sangam-Literatur bilden die Gedichte der drei Liebes-Anthologien Kurundogai, Natrinai und Agananuru und der Helden-Anthologie Purananuru, die zwischen dem 1. und 3. Jahrhundert entstanden. Einzelne Gedichte können aber auch deutlich später sein. Etwas jüngeren Datums sind die beiden Anthologien Aingurunuru und Paditruppattu. Ein Hinweis darauf ist die Tatsache, dass ihre Gedichte nicht als Einzelgedichte, sondern als Dekaden verfasst worden sind. Die beiden Werke dürften daher auf das 4. Jahrhundert anzusetzen sein. Auf das 4. und 5. Jahrhundert gehen die meisten der „zehn Gesänge“ (Pattuppattu) zurück. Eine Ausnahme ist das Tirumurugatruppadai, das sich durch seine religiöse Thematik unterscheidet. Es wird ebenso wie die aufgrund sprachlicher, formaler und inhaltlicher Kriterien als Nachzügler identifizierbaren Anthologien Kalittogai und Paripadal auf das 6. Jahrhundert datiert.
Die zahlreichen formelhaften Wendungen in der Sangam-Literatur legen nahe, dass die Texte ursprünglich mündlich überliefert wurden. Vermutlich gegen Mitte des 1. Jahrtausends wurden die Gedichte verschriftlicht und anschließend zu Anthologien zusammengefasst. Mehrere der Anthologien besitzen einen Einleitungsvers des Autors Paradam Padiya Perundevanar, der wahrscheinlich auf das 7. Jahrhundert anzusetzen ist. Wahrscheinlich wurde zu diesem Zeitpunkt eine erste Über-Anthologie zusammengestellt. Wann genau die Einteilung in die „acht Anthologien“ und „zehn Gesänge“, wie wir sie heute kennen, vorgenommen wurde, ist aber nicht bekannt. Die Begriffe Ettuttogai und Pattuppattu treten erstmals zwischen dem 11. und 14. Jahrhundert in der Kommentarliteratur auf.

## Das Textkorpus
Zum Korpus der Sangam-Literatur werden 18 Werke gerechnet, die zu zwei Sammlungen zusammengefasst werden: dem Ettuttogai (எட்டுத்தொகை Eṭṭuttokai „acht Anthologien“) und dem Pattuppattu (பத்துப்பாட்டு Pattuppāṭṭu „zehn Gesänge“). Ersteres umfasst acht Anthologien von meist kürzeren Gedichten, letzteres ist eine Sammlung von zehn längeren Einzelgedichten. Insgesamt gehören zum Sangam-Korpus 2381 Gedichte höchst unterschiedlicher Länge (3 bis 782 Zeilen). Einige Gedichte sind im Laufe der Überlieferung verloren gegangen. So fehlen in den Anthologien Aingurunuru und Purananuru jeweils zwei Gedichte, während beim Paditruppattu jeweils die erste und letzte Dekade verloren gegangen ist. Am größten sind die Lücken in der Anthologie Paripadal, bei der nur noch 22 von ursprünglich 70 Gedichten erhalten geblieben sind.
Die meisten Gedichte des Sangam-Korpus sind einem von 473 namentlich erwähnten Dichtern und Dichterinnen zugeschrieben. 102 Gedichte sind anonym. Während einige Dichter äußerst produktiv sind (so etwa Kabilar mit 253 Gedichten), ist anderen nur jeweils ein Gedicht zugeschrieben. So sind die 16 produktivsten Dichter für rund die Hälfte der Gedichte verantwortlich. Einige der Dichter sind nicht unter ihren richtigen Namen, sondern unter Epitheten bekannt, die sich einer besonders einprägsamen Phrase ihrer Gedichte herleiten, etwa Sembulappeyanirar „er mit der roten Erde und dem strömenden Regen“ nach dem zentralen Motiv des Gedichts Kurundogai 40 („… wie rote Erde und strömender Regen / sind in Liebe unsere Herzen vereint“).

### Die „acht Anthologien“(Ettuttogai)
Die acht Anthologien des Ettuttogai sind Sammlungen von meist kürzeren Einzelgedichten, die nach formalen (Länge, Versmaß) und inhaltlichen Kriterien (Liebes- oder Heldendichtung) zusammengefasst wurden. Im Genre der Liebesdichtung (agam) finden sich drei Anthologien von jeweils 400 Gedichten, die nach der Länge der Gedichte zusammengestellt sind: Im Kurundogai sind kurze Gedichte gesammelt, während das Natrinai mittellange und das Agananuru lange Gedichte enthält. Das Äquivalent im Genre der Heldendichtung (puram) ist die Anthologie Purananuru mit ebenfalls 400 Gedichten. Die Liebes-Anthologie Aingurunuru und die Helden-Anthologie Paditruppattu zeichnen sich durch eine Anordnung in Dekaden (Gruppen von zehn Gedichten) aus. Die Liebes-Anthologie Kalittogai weist große Unterschiede hinsichtlich Sprache und Stil auf und ist eindeutig jüngeren Datums als die anderen Texte. Ebenso verhält es sich beim Paripadal, das durch seinen religiösen Inhalt hervorsticht. Nachfolgend sind die acht Anthologien in der traditionellen Reihenfolge aufgezählt:
| Name der Anthologie | Name der Anthologie    | Name der Anthologie                             | Zahl der Gedichte (davon erhalten) | Zeilenzahl |
| ------------------- | ---------------------- | ----------------------------------------------- | ---------------------------------- | ---------- |
| Natrinai            | நற்றிணை Naṟṟiṇai          | „Die schönen tinais (Liebessituationen)“        | 400 (398)                          | 9–12       |
| Kurundogai          | குறுந்தொகை Kuṟuntokai       | „Sammlung von kurzen [Gedichten]“               | 401                                | 4–8        |
| Aingurunuru         | ஐங்குறுநூறு Aiṅkuṟunūṟu     | „Fünf kurze Hundert“                            | 500 (498)                          | 3–6        |
| Paditruppattu       | பதிற்றுப்பத்து Patiṟṟuppattu | „Zehn[mal] zehn [Gedichte]“                     | 100 (80)                           | 5–57       |
| Paripadal           | பரிபாடல் Paripāṭal        | „[Sammlung im] Paripadal-Versmaß“               | 70 (22)                            | 32–140     |
| Kalittogai          | கலித்தொகை Kalittokai       | „Sammlung im Kali-Versmaß“                      | 150                                | 11–80      |
| Agananuru           | அகநானூறு Akanāṉūṟu        | „Vierhundert [Gedichte] über agam (Liebe)“      | 400                                | 13–31      |
| Purananuru          | புறநானூறு Puṟanāṉūṟu       | „Vierhundert [Gedichte] über puram (Heldentum)“ | 400 (398)                          | 4–40       |

### Die „zehn Gesänge“(Pattuppattu)
Zum Pattuppattu gehören zehn längere Dichtungen mit einer Länge von 103 bis 782 Zeilen. Sie unterscheiden sich hauptsächlich durch ihre Länge von den kürzeren Gedichten der acht Anthologien, inhaltlich und stilistisch bilden sie mit ihnen aber eine Einheit. Einer der zehn Gesänge, das Kurinchippattu, gehört zum Genre der Liebesdichtung (agam), während das Genre der Heldendichtung (puram) von den fünf Texten Porunaratruppadai, Sirupanatruppadai, Perumbanatruppadai, Maduraikkanchi und Malaipadukadam vertreten wird. Im Mullaippattu, Nedunalvadai und Pattinappalai findet sich eine Mischform der Agam- und Puram-Genres. Ein Ausreißer ist das Tirumurugatruppadai, das religiösen Inhalts ist und später verfasst wurde als die übrigen Texte. Außer zur Sangam-Literatur gehört es gleichzeitig zum shivaitischen Kanon (Tirumurai). Nachfolgend sind die zehn Gesänge in der traditionellen Reihenfolge aufgezählt:
| Name des Gedichts   | Name des Gedichts              | Name des Gedichts                                     | Zeilenzahl |
| ------------------- | ------------------------------ | ----------------------------------------------------- | ---------- |
| Tirumurugatruppadai | திருமுருகாற்றுப்படை Tirumurukāṟṟuppaṭai | „die Wegweisung zu Gott Murugan“                      | 317        |
| Porunaratruppadai   | பொருநராற்றுப்படை Porunarāṟṟuppaṭai    | „die Wegweisung für den Kriegsbarden“                 | 248        |
| Sirupanatruppadai   | சிறுபானாற்றுப்படை Ciṟupāṉāṟṟuppaṭai    | „die Wegweisung für den Barden mit der kleinen Harfe“ | 269        |
| Perumbanatruppadai  | பெரும்பானாற்றுப்படை Perumpāṉāṟṟuppaṭai  | „die Wegweisung für den Barden mit der großen Harfe“  | 500        |
| Mullaippattu        | முல்லைப்பாட்டு Mullaippāṭṭu           | „das Waldgedicht“                                     | 103        |
| Maduraikkanchi      | மதுரைக்காஞ்சி Maturaikkāñci          | „der Ratschlag [für den König] von Madurai“           | 782        |
| Nedunalvadai        | நெடுநல்வாடை Neṭunalvāṭai            | „der lange gute Nordwind“                             | 188        |
| Kurinchippattu      | குறிஞ்சிப்பாட்டு Kuṟiñcippāṭṭu         | „das Berggedicht“                                     | 261        |
| Pattinappalai       | பட்டினப்பாலை Paṭṭiṉappālai          | „die Stadt und die Wüste“                             | 301        |
| Malaipadukadam      | மலைபடுகடாம் Malaipaṭukaṭām         | „das Bergecho“                                        | 583        |

## Sprache und Stil

### Sprache
Die Sangam-Literatur ist im Alttamil, der ältesten Sprachstufe des Tamil, verfasst. Neben einer Reihe von Inschriften, die bis in das 2. Jahrhundert v. Chr. zurückreichen, gehören die Sangam-Texte zu den ältesten Sprachzeugnissen des Tamil, das sich in die drei Sprachstufen Alttamil (bis 700 n. Chr.), Mitteltamil (700 bis 1600) und modernes Tamil (1600 bis heute) periodisieren lässt. Obgleich das Alttamil und das moderne Tamil sich noch in vielerlei Hinsicht ähnlich sind, ist die Sprache der Sangam-Gedichte für heutige Tamilen nicht ohne spezielles Studium oder die Hilfe von Kommentaren verständlich.
Ein besonderes Merkmal der Grammatik des Alttamil ist der häufige Verzicht auf Flexionsendungen: An Substantiven kann durch Suffixe explizit ein Kasus markiert werden, meist werden sie aber auch ohne Kasusmarkierung aneinandergereiht; die Beziehung zwischen den Wörtern muss dann aus dem Zusammenhang erschlossen werden. In ähnlicher Weise können Verbalstämme ohne Endung die Funktion eines Partizips übernehmen. So lässt sich die aus acht unflektiert aneinandergereihten Wörtern bestehende Phrase கறங்கு இசை அருவி மால் வரை மலி சுனை மலர் kaṟaṅku icai aruvi māl varai mali cuṉai malar („tosen Klang Wasserfall Größe Berg voll-sein Teich Blüten“) mit „die Blüten des vollen Teiches auf dem großen Berg mit dem Wasserfall mit dem tosenden Klang“ übersetzen. Diese grammatikalische Eigenheit des Alttamil verleiht den Sangam-Gedichten eine äußerst kompakte Textur, erschwert aber auch bisweilen ihre Interpretation. Eine weitere sprachliche Eigenschaft des Tamil, welche die Übersetzung der Sangam-Gedichte erschwert, ist seine ausgeprägt linksverzweigende Wortstellung: Attribute gehen stets ihren Bezugsworten voran, Relativsätze stehen vor Hauptsätzen. So ergibt sich oft eine Wortstellung, die der in europäischen Sprachen entgegengesetzt ist. Als Beispiel für die Schwierigkeiten, die sich daraus ergeben, mag das Gedicht Kurundogai 3 dienen, das hier in Original mit Worttrennung und Interlinearübersetzung wiedergegeben ist, wobei die einzelnen Satzglieder durchnummeriert sind:

„நிலத்தினும் பெரிதே வானினும் உயர்ந்தன்று

நீரினும் ஆர் அளவின்றே1 சாரல்

கருங் கோல் குறிஞ்சிப் பூக்கொண்டு

பெருந் தேன் இழைக்கும்2 நாடனொடு3 நட்பே4.“

„Nilattiṉum peritē vāṉiṉum uyarntaṉṟu

nīri̱num ār aḷaviṉṟē1 cāral

karuṅ kōl kuṟiñcip pūkkoṇṭu

perun tēṉ iḻaikkum2 nāṭaṉoṭu3 naṭpē4.“

„Erde-als größer, Himmel-als höher,
Meer-als unermesslicher1 Berghang
schwarz Stiel Kurinchi Blüte-aus
viel Honig entstehend2 Land-er-zu3 Liebe4.“

Das Gedicht beginnt mit drei Vergleichsobjekten und drei nominalen Prädikaten: „größer als die Erde, höher als der Himmel, unermesslicher als das Meer [ist] …“ (1). Das Subjekt „die Liebe“ (4) erscheint erst als letztes Wort des Gedichtes. Ihm geht die nähere Bestimmung „zu ihm aus dem Land“ (3) voran. Vor diesem steht wiederum ein längerer Relativsatz, welcher das Land näher beschreibt: „wo aus der Berghänge schwarzstieligen Kurinchi-Blüten viel Honig entsteht“ (2). Indem das Prädikat an den Anfang gestellt und ein längeres Attribut eingeschoben wird, wird im Original eine Spannung aufgebaut, die sich erst mit dem letzten Wort auflöst. Diese Struktur lässt sich im Deutschen aber nicht wiedergeben, so dass die Reihenfolge der Satzglieder statt 1–2–3–4 in der Übersetzung 1–4–3–2 ist:

„Größer als die Erde, höher als der Himmel,

unermesslicher als das Meer ist1 die Liebe4 zu ihm,

aus dem Land,3 wo aus der Berghänge

schwarzstieligen Kurinchi-Blumen viel Honig entsteht2.“

### Versmaß und Stilmittel
Die Sangam-Literatur ist in Versform verfasst. Abgesehen von den beiden späteren Werken Kalittogai und Paripadal ist das Sangam-Korpus zum größten Teil im Agaval-Versmaß verfasst. Daneben kommt bisweilen ein zweites Versmaß, Vanchi, vor. Grundlage der tamilischen Metrik (Verslehre) ist eine metrische Einheit (asai), die entweder aus einer langen Silbe (ner) oder einer kurzen gefolgt von einer weiteren Silbe (nirai) besteht (jeweils gegebenenfalls noch gefolgt von einem kurzen u). Im Agaval-Versmaß besteht ein Gedicht aus beliebig vielen Zeilen zu je vier Versfüßen (sir), die jeweils aus zwei metrischen Einheiten bestehen. Allein die vorletzte Zeile besteht aus nur drei Versfüßen. Im Vanchi-Versmaß hat jede Zeile zwei Versfüße zu je drei metrischen Einheiten. Die Verteilung der metrischen Einheiten ist nicht weiter reglementiert, wodurch das Versmaß einen recht freien Charakter aufweist. Das Versmaß kann durch Stilmittel wie Alliteration (monai) und eine besondere Form des Anfangsreims (edugai), bei der die zweite Silbe jeder Zeile mit dem gleichen Laut beginnt, verstärkt werden. Im Gegensatz zur späteren Tamil-Dichtung ist der Anfangsreim aber nicht zwingend.
Als Beispiel ist das oben zitierte Gedicht Kurundogai 3 in Original, Umschrift und metrischer Analyse wiedergegeben. Das Versmaß ist Agaval, die Versfüße sind der üblichen Konvention entsprechend durch Getrenntschreibung gekennzeichnet. In der metrischen Analyse steht – für ner (lange Silbe), = für nirai (kurze Silbe gefolgt von einer weiteren Silbe) und ˘ für ein nachfolgendes kurzes u. Man beachte die Alliterationen (karuṅ kōṟ kuṟiñci, nāṭanoṭu naṭpē) und den Anfangsreim (karuṅ... / perun...).
நிலத்தினும் பெரிதே வானினு முயர்ந்தன்று
நீரினு மாரள வின்றே சாரற்
கருங்கோற் குறிஞ்சிப் பூக்கொண்டு
பெருந்தே னிழைக்கு நாடனொடு நட்பே.
Nilattiṉum peritē vāṉiṉu muyarntaṉṟu
nīriṉu māraḷa viṉṟē cāraṟ
karuṅkōṟ kuṟiñcip pūkkoṇṭu
peruntē ṉiḻaikku nāṭanoṭu naṭpē.
= = / = – / – = / = –˘
– = / – = / – – / – –
= – / = – / – –˘
= – / = – / – =˘ / – –

## Die poetologische Tradition
Die Sangam-Literatur wird von einer reichen poetologischen Tradition begleitet, die die theoretischen Grundlagen der Dichtung beschreibt. Die Poetik wird in der tamilischen Tradition als Teilbereich der Grammatik angesehen. Die poetologische Tradition nimmt ihren Anfang mit dem Poruladigaram („Abhandlung über die Thematik“) genannten dritten Buch des Tolkappiyam, des ältesten erhaltenen tamilischen Grammatikwerks. Die Datierung des Tolkappiyam ist unsicher, zumal der Text im Laufe seiner Geschichte offenbar stark überarbeitet wurde und Textschichten unterschiedlichen Alters in sich vereint. Wahrscheinlich dürfte es in seinen ältesten Teilen auf das 1. bis 3. Jahrhundert n. Chr. zurückgehen und bis zum 6. Jahrhundert seine endgültige Form erhalten haben. Später als das Tolkappiyam Poruladigaram sind zwei Lehrwerke, die sich ausschließlich mit der Liebesdichtung (agam) befassen: Das wahrscheinlich aus dem 5. oder 6. Jahrhundert stammende Iraiyanar Agapporul („Iraiyanars [Abhandlung über] die Liebesthematik“) und das Agapporul Vilakkam („Erläuterung der Liebesthematik“) des Autors Nambi aus dem 13. Jahrhundert. Das Purapporul Venbamalai, das wahrscheinlich vor dem 10. Jahrhundert entstanden ist, setzt sich nur mit der Heldendichtung (puram) auseinander.
Zu den poetologischen Lehrwerken existiert eine Reihe von Kommentaren, die, wie in der indischen Tradition üblich, nicht nur dazu dienen, den Ausgangstext zu erklären, sondern eigenständige Abhandlungen sind. Den frühesten poetologischen Kommentar verfasste der Autor Nakkirar wahrscheinlich im 8. Jahrhundert zum Iraiyanar Agapporul. Das Tolkappiyam Poruladigaram wurde zwischen dem 12. und 14. Jahrhundert von Ilamburanar, Nachinarkkiniyar und Perasiriyar kommentiert. Zum Agapporul Vilakkam existiert ein Auto-Kommentar des Verfassers Nambi. Dichtung und Poetik sind eng miteinander verzahnt. So zitieren die Kommentatoren regelmäßig aus der Sangam-Literatur, um die poetologischen Werke zu illustrieren. Andersherum ist die Kenntnis der poetischen Konventionen nötig, um die stark konventionalisierte Sangam-Literatur zu verstehen, auch wenn die Gedichte nicht immer strikt den Normen der poetologischen Literatur folgen.

## Liebes- und Heldendichtung (agamundpuram)
In der Sangam-Literatur besteht eine grundsätzliche Unterscheidung zwischen zwei Genres, Agam (அகம் akam) und Puram (புறம் puṟam). Das Begriffspaar ist komplementär zu verstehen: Agam bedeutet wörtlich „Inneres“ und in Erweiterung „inneres, privates, persönliches Leben“ und somit insbesondere auch „Liebesleben“, während Puram wörtlich „Äußeres“ und weiter „äußeres, öffentliches, politisches Leben“ und insbesondere „Heldenleben“ bezeichnet. Kurz gesagt lässt sich Agam als Liebes- und Puram als Heldendichtung beschreiben.
Von den Texten des Sangam-Korpus lassen sich fünf der acht Anthologien, namentlich Aingurunuru, Kurundogai, Natrinai, Agananuru und Kalittogai, sowie eines der zehn längeren Gedichte, das Kurinchippattu, dem Agam-Genre zuordnen. Zum Puram-Genre gehören die beiden Anthologien Purananuru und Paditruppattu sowie die fünf längeren Gedichte Porunaratruppadai, Perumbanatruppadai, Sirupanatruppadai, Malaipadukadam und Maduraikkanchi. In den drei längeren Gedichten Pattinappalai, Mullaippattu und Nedunalvadai findet sich eine Mischform der Agam- und Puram-Genres. Das spätere Tirumurugatruppadai ist ein Lobgedicht auf den Gott Murugan und entzieht sich wegen seines religiösen Inhalts der Klassifizierung in Agam und Puram, und auch die ebenfalls spätere Anthologie Paripadal enthält religiöse Dichtung.
Agam-Gedichte handeln von der Liebesbeziehung zwischen einem idealisierten Held und einer idealisierten Heldin. Die Protagonisten der Gedichte sind anonym und stammen aus einer begrenzten Auswahl von dramatis personae. Agam-Gedichte haben die Form eines dramatischen Monologs einer der an der Handlung beteiligten Personen. Der Dichter tritt also in den Hintergrund und lässt seine Protagonisten sprechen. Bei Puram-Gedichten spricht der Dichter dagegen mit seiner eigenen Stimme und besingt eine namentlich erwähnte Person. Die Dichtung dient dem Lobpreis der besungenen Person und handelt von seiner Großzügigkeit als Gönner, der Vortrefflichkeit seines Landes oder seinen militärischen Erfolgen. Trotz der inhaltlichen Unterschiede bilden Agam- und Puram-Dichtung aufgrund ihrer stilistischen Gemeinsamkeiten eine Einheit.
Die Merkmale des Agam-Genres werden am Gedicht Agananuru 82 des Dichters Kabilar deutlich. In dem Gedicht spricht die Heldin zu ihrer Freundin und beklagt den Liebeskummer, der sie plagt, nachdem sie den Helden zum ersten Mal erblickt hat:

„ஆடமைக் குயின்ற வவிர்துளை மருங்கில்

கோடை யவ்வளி குழலிசை யாகப்

பாடின் அருவிப் பனிநீர் இன்னிசைத்

தோடமை முழவின் துதைகுர லாகக்

கணக்கலை இகுக்கும கடுங்குரல் தூம்பொடு

மலைப்பூஞ் சாரல் வண்டியா ழாக

இன்பல் இமிழிசை கேட்டுக் கலிசிறந்து

மந்தி நல்லவை மருள்வன நோக்கக்

கழைவளர் அடுக்கத் தியலியா டும்மயில்

நனவுப்புகு விறலியில் தோன்றும் நாடன்

உருவ வல்வில் பற்றி அம்புதெரிந்து

செருச்செய் யானை சென்னெறி வினாஅய்

புலர்குரல் ஏனற் புழையுடை ஒருசிறை

மலர்தார் மார்பன் நின்றோற் கண்டோர்

பலர்தில் வாழி தோழி அவருள்

ஆரிருட் கங்குல் அணையொடு பொருந்தி

ஓரியா னாகுவ தெவன்கொல்

நீர்வார் கண்ணொடு நெகிழ்தோ ளேனே.“

„Āṭ’ amai kuyiṉṟa avir tuḷai maruṅkil

kōṭai av vaḷi kuḻal icai āka

pāṭ’ iṉ aruvi paṉi nīr iṉ icai

tōṭ’ amai muḻaviṉ tutai kural āka

kaṇa kalai ikukkum kaṭuṅ kural tūmpoṭu

malai pūñ cāral vaṇṭi yāḻ āka

iṉ pal imiḻ icai kēṭṭu kali ciṟantu

manti nal avai maruḷvaṉa nōkka

kaḻai vaḷar aṭukkatt’ iyali āṭum mayil

naṉavu puku viṟaliyil tōṉṟum nāṭaṉ

uruva val vil paṟṟi ampu terintu

ceru cey yāṉai cel neṟi viṉāay

pular kural ēnal puḻaiyuṭai oru ciṟai

malar tār mārpaṉ niṉṟōṟ kaṇṭōr

palar til vāḻi tōḻi avaruḷ

ār iruḷ kaṅkul aṇaiyoṭu porunti

ōr yāṉ ākuvat’ evaṉkol

nīr vār kaṇṇoṭu nekiḻ toḷēṉē.“

„In seinem Land spielt der Westwind Flöte

in den Löchern wehender Bambusrohre.

Das kühle Wasser des tosenden Wasserfalls

klingt wie der tiefe Ton von Trommeln.

Das Röhren der Hirschherden dient als Oboe

und die Bienen der blühenden Berghänge sind die Harfe.

Durch diese vielen Klängen freudig erregt

schaut eine Horde von Affen staunend zu,

während in den bambusbewachsenen Bergen ein tanzender Pfau

wie eine Tänzerin auf die Bühne tritt.

– Er, mit dem Blumenkranz auf der Brust,

hatte seinen starken Bogen ergriffen und einen Pfeil gewählt,

und am Tor des Hirsefeldes mit den reifen Halmen stehend

fragte er nach dem Weg des Elefanten, den er jagte.

Viele sahen ihn dabei. Doch warum,

o Freundin, bin nur ich es unter ihnen,

die in tiefster Nacht im Bett liegt,

die Augen voller Tränen, die Arme immer dünner?“

Im Gegensatz dazu steht das Puram-Gedicht Purananuru 109, das ebenfalls dem Dichter Kabilar zugeschrieben wird. Hier preist Kabilar seinen Patron, den Fürsten Pari, indem er zum einen seine Höhenfestung auf dem Parambu-Hügel, zum anderen seine Großzügigkeit als Patron beschreibt:

„அளிதோ தானே பாரியது பறம்பே

நளிகொண் முரசின் மூவிரு முற்றினும்

உழவ ருழாதன நான்குபய னுடைத்தே

ஒன்றே, சிறியிலை வெதிரி னெல்விளை யும்மே

இரண்டே, தீஞ்சுளைப் பலவின் பழமூழ்க் கும்மே

மூன்றே, கொழுங்கொடி வள்ளிக் கிழங்குவீழ்க் கும்மே

நான்கே, அணிநிற வோரி பாய்தலின் மீதழிந்து

திணிநெடுங் குன்றந் தேன்சொரி யும்மே

வான்க ணற்றவன் மலையே வானத்து

மீன்க ணற்றதன் சுனையே யாங்கு

மரந்தொறும் பிணித்த களிற்றினி ராயினும்

புலந்தொறும் பரப்பிய தேரினி ராயினும்

தாளிற் கொள்ளலிர் வாளிற் றாரலன்

யானறி குவனது கொள்ளு மாறே

சுகிர்புரி நரம்பின் சீறியாழ் பண்ணி

விரையொலி கூந்தனும் விறலியர் பின்வர

ஆடினிர் பாடினிர் செலினே

நாடுங் குன்று மொருங்கீ யும்மே.“

„Aḷitō tānē pāriyatu paṟampē

naḷi koḷ muraciṉ mūvirum muṟṟiṉum

uḻavar uḻātaṉa nāṉku payaṉ uṭaittē

oṉṟē, ciṟu ilai vetiriṉ nel viḷaiyummē

iraṇṭē, tīm cuḷai palaviṉ paḻam ūḻkkummē

mūṉṟē, koḻum koṭi veḷḷi kiḻaṅku vīḻkkummē

nāṉkē, aṇi niṟa ōri pāytaliṉ mīt’ aḻintu

tiṇi neṭum kuṉṟam tēṉ coriyummē

vāṉ kaṇ aṟṟ’ avaṉ malaiyē vāṉattu

mīṉ kaṇ aṟṟ’ ataṉ cuṉaiyē āṅku

marantoṟum piṇitta kaḷiṟṟiṉir āyiṉum

pulantoṟum parappiya tēriṉir āyiṉum

tāḷiṉ koḷḷalir vāḷiṉ tāralaṉ

yāṉ aṟikuvaṉ atu koḷḷum āṟē

cukir puri narampiṉ cīṟu yāḻ paṇṇi

virai oli kūntal num viṟaliyar piṉvara

āṭiṉir pāṭiṉir celiṉē

nāṭum kuṉṟum oruṅk’ īyummē.“

„Des Pari Parambu-Hügel ist voller Gunst.

Auch wenn ihr drei Könige mit den großen Trommeln ihn belagert,

bringt er vierlei Erträge, für die es keinen Bauern braucht:

Erstens gedeiht das Korn vom Bambus mit den kleinen Blättern.

Zweitens reift die Jackfrucht mit dem süßen Fruchtfleisch.

Drittens wächst die Süßkartoffel mit den dicken Ranken.

Viertens strömt Honig vom festen hohen Hügel.

Sein Berg ist wie der Himmel,

und die Teiche dort sind wie Sterne am Himmel.

Selbst wenn eure Elefanten an alle Bäume angebunden sind,

selbst wenn eure Streitwägen über alle Felder verteilt sind,

werdet ihr ihn nicht einnehmen. Mit dem Schwert werdet ihr ihn nicht erhalten.

Ich weiß aber, wie ihr ihn einnehmen könnt:

Wenn ihr auf der kleinen Harfe mit den aufgespannten Saiten spielt

und begleitet von Tänzerinnen mit duftendem Haar

tanzend und singend daherkommt,

wird er euch das ganze Land und den Hügel schenken.“

## Merkmale der Liebesdichtung

### Themen und Situationen
Die Themen der alttamilischen Liebesdichtung sind stark konventionalisiert. Ein Gedicht handelt jeweils von einer bestimmten Situation in der Liebesbeziehung zwischen dem Helden und der Heldin. Eine wichtige Rolle spielt auch die Freundin der Heldin, die zwischen den beiden vermittelt. Seltener auftretende Protagonisten sind die Mutter oder Amme der Heldin, der Gefährte des Helden, sein Barde, sein Wagenlenker, sowie seine Geliebte. Die meisten der geschilderten Situationen sind häufig wiederkehrende Topoi. So ist es etwa bei der Szene aus dem eingangs zitierten Gedicht Agananuru 82, in der der Held auf der Jagd der Heldin begegnet, die zusammen mit ihrer Freundin ein Hirsefeld in den Bergen bewacht. Der Konvention nach ist diese Situation mit dem zufälligen Treffen von Held und Heldin verknüpft, das am Anfang ihrer Liebesbeziehung steht. Diese konventionalisierten Situationen werden in der poetologischen Literatur beschrieben. Die poetologische Tradition teilt die Situationen in zwei Kategorien ein, die voreheliche Liebe (களவு kaḷavu) und die eheliche Liebe (கற்பு kaṟpu). In den Sangam-Gedichten sind die einzelnen Situationen noch isoliert, die spätere poetologische Tradition verknüpft sie aber zu einer Sequenz, die die Geschichte der Liebesbeziehung zwischen dem Helden und der Heldin in Form eines serialisierten Dramas erzählt. Diese Sequenz lässt sich in vereinfachter Form wie folgt wiedergeben:
Der Held und die Heldin begegnen sich zufällig in den Bergen oder an der Meeresküste. Sie verlieben sich sogleich und schlafen heimlich miteinander. Später kehrt der Held in der Hoffnung, die Heldin wiederzusehen, an den Ort ihrer Begegnung zurück. Der Held wird vom Verlangen nach der Heldin geplagt und weiht seinen Gefährten ein. Die Heldin verzehrt sich ebenfalls nach dem Helden, was bald ihrer Freundin auffällt. Die Freundin bemüht sich, die heimlichen Treffen zu beenden. Der Held droht daraufhin an, die Heldin zu beschämen, indem er den Stamm einer Palmyrapalme besteigt und die Beziehung öffentlich macht. Um dies zu verhindern, willigt die Freundin ein, weitere Treffen zu arrangieren. Die heimliche Beziehung führt aber zu Gerede im Dorf, weshalb die Eltern der Heldin diese nicht mehr aus dem Haus lassen. Dies führt bei der Heldin zu starkem Liebeskummer. Ihre Eltern deuten den Zustand ihrer Tochter als Symptom von Besessenheit durch den Gott Murugan und bestellen einen Priester ein, um ein Exorzismusritual zu vollziehen. Daraufhin offenbart die Freundin den Eltern den wahren Grund für die Besessenheit der Heldin und drängt den Helden dazu, die Heldin zu heiraten. Der Held und die Heldin beschließen, gemeinsam zu entlaufen. Auf ihrer Flucht durchqueren sie eine Wüste. Die Mutter der Heldin sucht die beiden und folgt ihnen in die Wüste. Schließlich kehren der Held und die Heldin zurück und heiraten. Nach der Hochzeit entfremden sie sich aber bald, und der Held beginnt eine außereheliche Beziehung. Die Heldin ist daher wütend und verwehrt dem Helden den Einlass in das Haus. Letztlich versöhnen sich die beiden aber wieder. Später muss der Held die Heldin verlassen, um Geld zu verdienen. Auf seiner Suche nach Reichtum durchquert er erneut die unwirtliche Wüste, während sich die Heldin wegen der Gefahren, die ihm dort lauern, Sorgen macht. Beim Anbruch der Regenzeit wartet sie sehnsüchtig auf den Helden, der versprochen hat vor Einbruch des Monsuns zurückzukehren. Trotz des Zuspruches durch ihre Freundin hat die Heldin die Hoffnung fast aufgegeben, bis der Held endlich doch eintrifft.
Die Situation, in der ein bestimmtes Gedicht spielt, wird durch die sogenannte „Sprechsituationen“ (Tamil கிளவி kiḷavi) identifiziert. Diese werden häufig, aber irreführend, auch als Kolophone bezeichnet. Es handelt sich um kurze Paratexte, die zusammen mit den Gedichten überliefert wurden, und zu jedem Gedicht Sprecher, Zuhörer und Situation angeben. Nicht immer ist aber die Interpretation der Sprechsituation aus dem Gedicht selbst ersichtlich: So lautet die Sprechsituation zum eingangs zitierten Gedicht Kurundogai 3 („Größer als die Erde, höher als der Himmel...“): „Was die Heldin sagte, um die Qualitäten des Helden zu offenbaren, als die Freundin in der Hoffnung, dass er sie heiraten würde, seine Qualitäten schlechtredete, während er hinter einer Hecke versteckt war“. Bisweilen scheint es also, dass die poetologische Tradition einem Gedicht, das nicht in ihr theoretisches Schema passt, eine eher unpassende Lesart aufzwingt.

### Die fünf Landschaften(tinai)
Ein hervorstechendes Merkmal der alttamilischen Liebesdichtung ist das Konzept der fünf „Landschaften“ oder „Liebessituationen“, auf Tamil Tinai (திணை tiṇai). Nach dieser Konvention sind die bildliche und die emotionale Ebene der Dichtung verknüpft: Ein Gedicht spielt in einer von fünf Landschaften, die jeweils mit einer Liebessituation assoziiert sind. Die Berglandschaft (kurinchi) steht dabei für die Vereinigung der Liebenden, das Weideland (mullai) für das Warten der Frau, das Ackerland (marudam) für Untreue und Streit, die Küste (neydal) für Leiden und die Wüste, oder genauer die während der Trockenzeit verödete Landschaft, (palai) für die Trennung oder das gemeinsame Entlaufen der Liebenden. Die Landschaften sind jeweils nach einer typischen Blume benannt. Darüber hinaus wird jede Landschaft mit einer Reihe weiterer typischer Elemente (Pflanzen, Tiere, Beschäftigungen usw.) assoziiert. So sind Bambus, Kinobaum und Jackfrucht typische Pflanzen der Berglandschaft. Typische Tiere sind Elefanten, Tiger, Affen und Pfauen, während die Menschen in der Berglandschaft Hirse anbauen und der Jagd nachgehen. Dem Dichter steht damit ein Reservoir an symbolischen Codes zur Verfügung, durch die er ein Gedicht einem bestimmten Landschaftstyp und damit einer bestimmten emotionalen Situation zuordnen kann. Neben der Landschaft spielt auch die Zeit eine Rolle: Insbesondere der Mullai-Typ ist neben dem Weideland mit der Regenzeit und dem Abend verknüpft.
Neben den fünf geografisch definierten Tinais kennt die poetologische Tradition noch zwei weitere Tinais, die nur mit einer Liebessituation, nicht aber mit einer Landschaft assoziiert sind. Diese sind die unpassende Liebe (Perundinai) und unerwiderte Liebe (Kaikkilai). Die poetologische Literatur sanktioniert aber nur die fünf erstgenannten Tinais als passendes Thema für die Liebesdichtung. In der Dichtung selbst spielen unpassende und unerwiderte Liebe keine Rolle.
| Name     | Name         | Blume                   | Landschaft      | Situation           |
| -------- | ------------ | ----------------------- | --------------- | ------------------- |
| Kurinchi | குறிஞ்சி kuṟiñci | Strobilanthes kunthiana | Berge           | Vereinigung         |
| Mullai   | முல்லை mullai   | Jasminum sambac         | Wald, Weideland | Warten              |
| Marudam  | மருதம் marutam | Terminalia arjuna       | Ackerland       | Untreue, Streit     |
| Neydal   | நெய்தல் neytal  | Nymphaea nouchali       | Küste           | Leiden              |
| Palai    | பாலை pālai     | Mimusops kauki          | Wüste, Ödland   | Trennung, Entlaufen |

Als Beispiel mögen die beiden eingangs zitierten Gedichte Kurundogai 3 und Agananuru 82 dienen, die beide in der Berglandschaft (kurinchi) spielen. Jedoch lässt sich das Landschaftskonzept nicht auf alle Gedichte ohne Weiteres anwenden. Das wohl bekannteste Liebesgedicht der Sangam-Literatur, Kurundogai 40, wird wegen seines Inhalts der Berglandschaft (kurinchi) zugeordnet. Das Gedicht enthält aber keine Landschaftsbeschreibung und bis auf einen einfachen, aber prägnanten Vergleich keinerlei deskriptive Passagen:

„யாயு ஞாயும் யாரா கியரோ

வெந்தையு நுந்தையு மெம்முறைக் கேளிர்

யானு நீயு மெவ்வழி யறிதும்

செம்புலப் பெயனீர் போல

வன்புடை நெஞ்சந் தாங்கலந் தனவே.“

„Yāyum ñāyum yār ākiyarō

entaiyum nuntaiyum em muṟai kēḷir

yāṉum nīyum ev vaḻi aṟitum

cem pula peyal nīr pōla

aṉp’ uṭai neñcam tām kalantaṉavē.“

„Deine Mutter, meine Mutter, wer sind sie zueinander?

Dein Vater, mein Vater, wie sind sie sich verwandt?

Du und ich, woher kennen wir uns überhaupt?

Doch wie rote Erde und strömender Regen

sind in Liebe unsere Herzen vereint.“

### Implizite Metapher(ullurai)
Viele Sangam-Liebesgedichte enthalten ein Stilmittel, das in der tamilischen Tradition Ullurai (உள்ளுறை uḷḷuṟai) genannt wird. Es handelt sich dabei um eine implizite Metapher, die nicht direkt, sondern durch die Gegenüberstellung von zwei Ebenen eines Gedichtes ausgedrückt wird. Meist drückt sich dies dadurch aus, dass ein Gedicht eine Landschaftsbeschreibung enthält, die auf den ersten Blick keinen Zusammenhang zur Haupthandlung zu haben scheint. Tatsächlich enthält die Landschaftsbeschreibung aber eine versteckte Botschaft, welche die beiden Ebenen des Gedichtes miteinander verknüpft. Als Beispiel mag das Gedicht Kurundogai 54 dienen.

„யானே யீண்டை யேனே யென்னலனே

யேனல் காவலர் கவணொலி வெரீஇக்

கான யானை கைவிடு பசுங்கழை

மீனெறி தூண்டிலி னிவக்குங்

கானக நாடனொ டாண்டொழிந் தன்றே.“

„Yāṉē īṇṭaiyēṉē eṉ nalaṉē

ēṉal kāvalar kavaṇ oli verīi

kāṉa yāṉai kaiviṭu pacum kaḻai

mīṉ eṟi tūṇṭiliṉ nivakkum

kāṉaka nāṭanoṭ’ āṇṭ’ oḻintaṉṟē.“

„Ich, ich bin hier. Meine Tugend, sie ist dort,

geblieben bei ihm aus dem Land mit den Wäldern,

wo aus Furcht vor den Schleudern der Wächter im Hirsefeld

ein Elefant einen Bambuszweig hochschnellen lässt,

wie eine Angel, geschleudert nach einem Fisch.“

Die Grundaussage des Gedichts ist denkbar einfach und nimmt nur zwei von fünf Zeilen ein: Die Heldin hat ihre Unschuld an den Helden verloren, von dem sie jetzt getrennt ist („Meine Tugend, sie ist dort, geblieben bei ihm …“). Den größten Teil des Gedichts nimmt eine Beschreibung einer Szene im Land des Helden ein („wo … ein Elefant …“). Diese Beschreibung weist das Gedicht zum einen der Berglandschaft (kurinchi) zu. Zugleich ist die Landschaftsbeschreibung aber auch eine implizite Metapher, welche die Haupthandlung weiter ausmalt: Wie der Elefant in Furcht vor den Wächtern des Hirsefeldes geraten ist und den Bambuszweig hochschnellen lässt, hat auch der Held Angst vor den Konsequenzen der Beziehung bekommen und lässt die Heldin fallen. In die Landschaftsbeschreibung ist noch ein expliziter Vergleich („wie eine Angel, geschleudert nach einem Fisch“) eingeschoben. Ein großer Teil der Liebessituation, über die das Gedicht erzählt, wird also nicht explizit benannt, sondern nur durch die Landschaftsbeschreibung angedeutet.

## Merkmale der Heldendichtung

### Situationen(tinai)und Themen(turai)
Die poetologische Tradition unterscheidet parallel zu den Liebessituationen der Liebesdichtung auch für die Heldendichtung Situationen, die ebenfalls Tinai (திணை tiṇai) genannt werden. Laut dem Tolkappiyam existieren in der Kriegsdichtung sieben Situationen. Von diesen repräsentieren fünf jeweils eine Phase eines Kriegszuges, vom Viehraub, der den Auslöser des Konflikts markiert, über Invasion, Belagerung und Schlacht bis zum siegreichen Ende. Dabei sollen jeweils eine Situation der Liebes- und Heldendichtung direkt miteinander korrespondieren, so entspricht etwa der Kurinchi-Typ der Liebesdichtung dem Vetchi-Typ der Heldendichtung, weil das heimliche nächtliche Treffen der Liebenden dem Viehraub gleicht, der ebenfalls heimlich und nachts stattfindet. Neben diesen fünf Situationen existieren zwei weitere Situationen, die keinen direkten Bezug zu einem Kriegszug haben: Kanchi, das von der Vergänglichkeit des Lebens handelt, und Padan, der Lobpreis. Sie werden mit den beiden „abnormalen“ Situationen der Liebesdichtung (unpassende und unerwiderte Liebe) verknüpft. Wie die Liebessituationen, sind auch sechs der sieben Situationen der Heldendichtung jeweils nach einer Blume benannt. Anders als das Tolkappiyam kennt das spätere poetologische Lehrwerk Purapporul Venbamalai eine Klassifikation in zwölf Situationen. Im Gegensatz zur Liebesdichtung lässt sich das Tinai-Konzept bei der Heldendichtung nur schwer auf die tatsächliche Dichtung anwenden und scheint eher eine künstliche Kategorie der poetologischen Literatur zu sein.
| Name   | Name       | Blume                     | Situation                 |
| ------ | ---------- | ------------------------- | ------------------------- |
| Vetchi | வெட்சி veṭci  | Ixora coccinea            | Viehraub                  |
| Vanchi | வஞ்சி vañci  | Madhuca longifolia        | Vorbereitung und Invasion |
| Ulinai | உழிஞை uḻiñai | Cardiospermum halicacabum | Belagerung                |
| Tumbai | தும்பை tumpai | Leucas aspera             | offene Feldschlacht       |
| Vagai  | வாகை vākai   | Albizia lebbeck           | Sieg                      |
| Kanchi | காஞ்சி kāñci  | Trewia nudiflora          | Vergänglichkeit           |
| Padan  | பாடான் pāṭāṇ  | –                         | Lobpreis                  |

Die Situationen (tinai) der Heldendichtung unterteilen sich laut der poetologischen Tradition weiter in Themen, die auf Tamil Turai (துறை tuṟai) genannt werden. So gehören etwa zur Situation der Vorbereitung auf den Kriegszug das Thema das Festmahles, das der König am Vorabend der Schlacht zusammen mit seinen Kriegern einnimmt. Das Tolkappiyam listet 138, das Purapporul Venbamalai sogar 327 solcher Themen auf. Im Gegensatz zu den Tinais ist das Turai-Konzept besser geeignet, die Sangam-Heldendichtung zu beschreiben, weil die Dichter häufig auf ein feststehendes Repertoire aus Themen zurückgriffen. Wie bei der Liebesdichtung, bilden die sogenannten „Kolophone“ die Schnittstelle zwischen der poetologischen Tradition und der Dichtung. Sie sind zusammen mit dem Text überliefert worden und geben für jedes Gedicht Situation (tinai) und Thema (turai) sowie die Namen des Dichters und des besungenen Patrons an.

### Lobpreis des Herrschers
Die meisten Puram-Gedichte dienen dem Lobpreis eines Herrschers. 279 der 400 Gedichte der Anthologie Purananuru handeln von einem namentlich bekannten Herrscher. Dabei werden 43 verschiedene Könige aus den drei großen Dynastien der Chera, Chola und Pandya und 48 Fürsten aus minderen Dynastien besungen. Die Anthologie Paditruppattu widmet sich ausschließlich der Chera-Dynastie. Auch die Puram-Werke der „zehn Gesänge“ vertreten den Typ des Lobgedichtes.
Typischerweise preist der Dichter seinen Patron, indem er die Größe und den Reichtum seines Landes, seine militärische Stärke und seine Güte und Großzügigkeit in hyperbolischer Weise beschreibt. Der ideale König der Heldendichtung hat einen Herrschaftsbereich, der bis zum Himalaya reicht. Er besitzt ein starkes Heer mit Fußsoldaten, Kriegselefanten, Schlachtrössern und Streitwagen und uneinnehmbare Festungen mit hohen Mauern und tiefen Gräben. Er versetzt seine Feinde in Angst und Schrecken und herrscht stets wohlwollend und gerecht. Vor allem besitzt der König aber eine schier endlose Großzügigkeit als Förderer der Künste und überhäuft die Barden und Musikanten, die an seinen Hof kommen, mit Gold, Elefanten und Streitwagen. Ein besonderes Untergenre des Lobgedichts ist die „Wegweisung“ (atruppadai), bei dem der Dichter einem anderen Barden den Weg zu seinem Patron weist und dabei dessen Großzügigkeit preist. Gedichte dieses Typs kommen auch in den Anthologien Purananuru und Paditruppattu vor, insbesondere gehören aber fünf der zehn längeren Gedichte des Pattuppattu (Porunaratruppadai, Perumbanatruppadai, Sirubanatruppadai, Malaipadukadam und Tirumurugatruppadai) dem Wegweiser-Genre an. Im Tirumurugatruppadai („Wegweiser zu Gott Murugan“) wird das Genre auf die religiöse Dichtung übertragen: An die Stelle des Barden, der einen Gönner sucht, tritt der Gläubige, dem der Weg zu Gott gewiesen wird.
Ein Beispiel für ein Lobgedicht vom Atruppadai-Typ ist das Gedicht Purananuru 69, in dem der Chola-König Killi Valavan besungen wird:

„கையது கடனிறை யாழே மெய்யது

புரவல ரின்மையிற் பசியே யரையது

வேற்றிழை நுழைந்த வேர்நினை சிதாஅர்

ஓம்பி யுடுத்த வுயவற் பாண

பூட்கை யில்லோன் யாக்கை போலப்

பெரும்புல் லென்ற விரும்பே ரொக்கலை

வையக முழுதுடன் வளைஇப் பையென

என்னை வினவுதி யாயின் மன்னர்

அடுகளி றுயவுங் கொடிகொள் பாசறைக்

குருதிப் பரப்பிற் கோட்டுமா தொலைச்சிப்

புலாக்களஞ் செய்த கலாஅத் தானையன்

பிறங்குநிலை மாடத் துறந்தை யோனே

பொருநர்க் கோக்கிய வேல னொருநிலைப்

பகைப்புலம் படர்தலு முரியன் றகைத்தார்

ஒள்ளெரி புரையு முருகெழு பசும்பூட்

கிள்ளி வளவற் படர்குவை யாயின்

நெடுங்கடை நிற்றலு மிலையே கடும்பகற்

றேர்வீ சிருக்கை யார நோக்கி

நீயவற் கண்ட பின்றைப் பூவின்

ஆடும்வண் டிமிராத் தாமரை

சூடா யாத லதனினு மிலையே.“

„Kaiyatu kaṭaṉ niṟai yāḻē meyyatu

puravalar iṉmaiyiṉ paciyē araiyatu

vēṟṟ’ iḻai nuḻainta vēr naṉai citāar

ōmpi uṭutta uyaval pāṇa

pūṭkai illōn yākkai pōla

perum pulleṉṟa irum pēr okkalai

vaiyakam muḻutuṭaṉ vaḷaii paiyeṉa

eṉṉai viṉavuti āyiṉ maṉṉar

aṭu kaḻiṟ’ uyavum koṭi koḷ pācaṟai

kuruti parappiṉ kōṭṭu mā tolaicci

pulā kaḷam ceyta kalāa tāṉaiyaṉ

piṟaṅku nilai māṭatt’ uṟantaiyōṉē

porunarkk’ ōkkiya vēlaṉ oru nilai

pakai pulam paṭartalum uriyaṉ takai tār

oḷ eri puraiyum uru keḻu pacum pūṇ

kiḷḷi vaḷavaṉ paṭarkuvai āyiṉ

neṭum kaṭai niṟṟalum ilaiyē kaṭum pakal

tēr vīc’ irukkai āra nōkki

nī avaṉ kaṇṭa piṉṟai pūviṉ

āṭum vaṇṭ’ imirā tāmarai

cūṭāy ātal ataṉiṉum ilaiyē.“

„In deiner Hand ist eine Harfe (yāḻ), die ihre Bestimmung kennt. In deinem Bauch

ist Hunger, weil du keinen Gönner hast. Um deine Hüften,

trägst du Lumpen, feucht vor Schweiß,

mit vielerlei Garn geflickt. Elender Barde!

Du hast viele arme Verwandte

wie der Körper eines Mannes, der keine Stärke hat,

und du hast die ganze Welt durchstreift.

Wenn du mich mit leiser Stimme fragst:

Er hat eine Kriegsmacht, die im beflaggten Heerlager

Elefanten in einem Meer von Blut abschlachtet

und ein Feld von Fleisch zurücklässt.

Er ist der Herr von Urandai mit hoch emporragenden Häusern.

Er erhebt seinen Speer gegen seine Feinde,

und er ist bereit in das Land seiner Feinde einzufallen.

Er trägt einen vortrefflichen Blumenkranz und goldenen Schmuck

von einer Farbe wie leuchtendes Feuer.

Er ist Killi Valavan. Wenn du an ihn herantrittst,

musst du nicht vor seinem großen Tor stehen. Schau zu genüge

wie er am helligsten Tag Streitwagen verschenkt,

und nachdem du ihn gesehen hast, wirst du einen [goldenen] Lotus tragen,

den keine Biene summend umschwirrt.“

### Kriegsdichtung
Zahlreiche Puram-Gedichte handeln vom Krieg. Schlachtszenen werden in teilweise sehr drastischer Weise beschrieben: Krieger werden niedergemetzelt, Kriegselefanten abgeschlachtet, das Schlachtfeld wird von Blut überströmt und ist übersät mit abgetrennten Gliedmaßen. Nach der Schlacht feiern die Dämonen ein Festmahl und tun sich an den Leichen der Gefallenen gütlich. Die Kriegsgedichte können gleichzeitig Lobgedichte auf einen Herrscher sein, indem dessen siegreiche Schlachten geschildert werden. Im Purananuru findet sich aber auch eine Gruppe von 108 Gedichten (248–357), die keinem namentlich erwähnten Herrscher gewidmet sind, sondern allgemein von Krieg und Tod handeln. Diese Gedichte beschreiben Schlachtszenen, die Tapferkeit der gefallenen Krieger und den Heldenmut, den auch ihre Frauen zu Tage legen. Ein Beispiel ist das Gedicht Purananuru 278, in dem eine Mutter befürchtet, ihr Sohn könnte vor der Schlacht geflüchtet sein:

„நரம்பெழுந் துலறிய நிரம்பா மென்றோள்

முளரி மருங்கின் முதியோள் சிறுவன்

படையழிந்து மாறின னென்றுபலர் கூற

மண்டமர்க் குடைந்தன னாயி னுண்டவென்

முலையறுத் திடுவென் யானெனச் சினைஇக்

கொண்ட வாளொடு படுபிணம் பெயராச்

செங்களந் துழவுவோள் சிதைந்துவே றாகிய

படுமகன் கிடக்கை காணூஉ

ஈன்ற ஞான்றினும் பெரிதுவந் தனளே.“

„Naramp’ eḻunt’ ulaṟiya nirampā meṉ tōḷ

muḷari maruṅkiṉ mutiyōḷ ciṟuvaṉ

paṭai aḻintu māṟiṉaṉ eṉṟu palar kūṟa

maṇṭ’ amarkk’ uṭaintaṉaṉ āyiṉ uṇṭa eṉ

mulai aṟuttiṭuveṉ yāṉ eṉa ciṉaii

koṇṭa vāḷoṭu paṭu piṇam peyarā

cem kaḷam tuḻavuvōḷ citaintu vēṟ’ ākiya

paṭu makaṉ kiṭakkai kāṇūu

īṉṟa ñāṉṟiṉum perit’ uvantaṉaḷē.“

„Auf ihren eingefallenen Schultern zeichnen sich die Adern ab,

die Hüften der alten Frau stehen spitz hervor. Als sie die Leute sagen hörte,

ihr Knabe sei von dem Heer abgefallen und geflüchtet,

da zürnte sie: ‚Wenn er vor der nahenden Schlacht eingebrochen ist,

werde ich mir die Brust abschneiden, die ihn gesäugt hat.‘

Und mit gezücktem Schwert durchkämmte sie das blutige Schlachtfeld

und drehte Leiche um Leiche um, bis sie, geschunden und entstellt,

ihren gefallenen Sohn daliegen sah.

Da freute sie sich mehr als an dem Tag, als sie ihn gebar.“

### Spekulative Dichtung
Neben der eigentlichen Helden- und Kriegsdichtung gehören zum Puram-Genre einige spekulative Gedichte, die sich mit philosophischen Themen wie der Vergänglichkeit des Lebens befassen. Dieser Typ ist nur mit einigen wenigen Gedichten im Purananuru vertreten. Zu diesen gehört aber auch das vermutlich meistzitierte Sangam-Gedicht Purananuru 192, das allerdings meist auf seine erste Zeile reduziert wird. Im Gesamtzusammenhang erweist sich das Gedicht als eloquente Beschreibung des Karma-Konzepts.

„யாது மூரே யாவருங் கேளிர்

தீது நன்றும் பிறர்தர வாரா

நோதலுந் தணிதலு மவற்றோ ரன்ன

சாதலும் புதுவ தன்றே வாழ்தல்

இனிதென மகிழ்ந்தன்று மிலமே முனிவின்

இன்னா தென்றலு மிலமே மின்னொடு

வானந் தண்டுளி தலைஇ யானாது

கல்பொரு திரங்கு மல்லற் பேர்யாற்று

நீர்வழிப் படூஉம் புணைபோ லாருயிர்

முறைவழிப் படூஉ மென்பது திறலோர்

காட்சியிற் றெளிந்தன மாகலின் மாட்சியிற்

பெரியோரை வியத்தலு மிலமே

சிறியோரை யிகழ்த லதனினு மிலமே.“

„Yātum ūrē yāvarum kēḷir

tītum naṉṟum piṟar tara vārā

nōtalum taṇitalum avaṟṟōr aṉṉa

cātalum putuvat’ aṉṟē vāḻtal

iṉit’ eṉa makiḻntaṉṟum ilamē muṉiviṉ

iṉṉāt’ eṉṟalum ilamē miṉṉoṭu

vāṉam taṇ tuḷi talaii ānātu

kal porut’ iraṅkum mallal pēr yāṟṟu

nīr vaḻi paṭūum puṇai pōl ār uyir

muṟai vaḻi paṭūum eṉpatu tiṟalōr

kāṭciyiṉ teḷintaṉam ākaliṉ māṭciyiṉ

periyōrai viyattalum ilamē

ciṟiyōrai ikaḻtal ataṉiṉum ilamē.“

„Jeder Ort ist ein Heimatort, alle Menschen sind Verwandte.

Gutes und Böses kommen nicht von Anderen,

bei Schmerz und Linderung verhält es sich genauso.

Der Tod ist nichts Neues. Weder freuen wir uns,

dass das Leben schön ist, noch sagen wir

im Hass, dass es schlecht ist. Wie ein Floß,

das im Wasser eines reißenden Stromes treibt,

das tosend gegen die Felsen schlägt, während es blitzt

und vom Himmel kühle Tropfen fallen, so treibt unsere Seele

durch das Leben, sagen die Weisen.

Weil wir ihre Sicht verstanden haben,

bewundern wir nicht die Großen,

und noch weniger verachten wir die Kleinen.“

## Historisches und kulturelles Milieu
Die Sangam-Literatur spiegelt einen Zustand wider, in dem der Einfluss der aus Nordindien kommenden Sanskrit-Kultur im Süden Indiens noch verhältnismäßig gering war. Anders als die Literaturen aller anderen indischen Sprachen, inklusive der dravidischen Schwestersprachen des Tamil, baut die Tamil-Literatur nicht auf dem Vorbild der Sanskrit-Literatur auf, sondern hat ihre eigenen Ursprünge. Trotz einer Reihe von Parallelen, die als Ausdruck einer gesamtindischen literarischen Tradition angesehen werden können, stellt sich die Sangam-Literatur mit ihren gänzlich eigenen Konventionen deutlich als eigenständig dar. Auf sprachlicher Ebene spiegelt sich dies in dem noch geringen Anteil indoarischer Lehnwörter in den Sangam-Texten wider. Auch die kulturellen Einflüsse aus dem Norden sind noch relativ gering, wenn auch nicht völlig abwesend. So finden sich vereinzelt Verweise auf die Sanskrit-Mythologie und die Epen Mahabharata und Ramayana, und auch Brahmanen werden mehrfach erwähnt.
Die Sangam-Literatur bietet Einblick in die alte tamilische Religion vor der Ausbreitung des gesamtindischen Hinduismus. Wegen ihrer säkularen Natur kommen Götter allerdings nur am Rande vor. Spezifisch religiöse Gedichte finden sich erst in den beiden späten Sangam-Texten Tirumurugatruppadai und Paripadal. Der am häufigsten in der Sangam-Literatur erwähnte Gott ist Murugan (auch Sey, „der Rote“, genannt), der in der Liebesdichtung als Gott der Bergbewohner auftritt und mit einem Exorzismusritual verknüpft ist. Der Murugan der Sangam-Texte ist noch verschieden vom Gott Skanda der nordindischen Tradition, mit dem er später verschmilzt. Elemente der pan-hinduistischen Skanda-Mythologie erscheinen erst in den späten Texten Tirumurugatruppadai und Paripadal. Auch der Gott Vishnu bzw. Krishna (Mal, „der Große“, oder Mayon, „der Dunkle“, genannt) kommt nur in den späteren Teilen des Korpus vor. Shiva, später der wichtigste Gott unter den Tamilen, glänzt in der Sangam-Literatur noch weitgehend durch Abwesenheit.

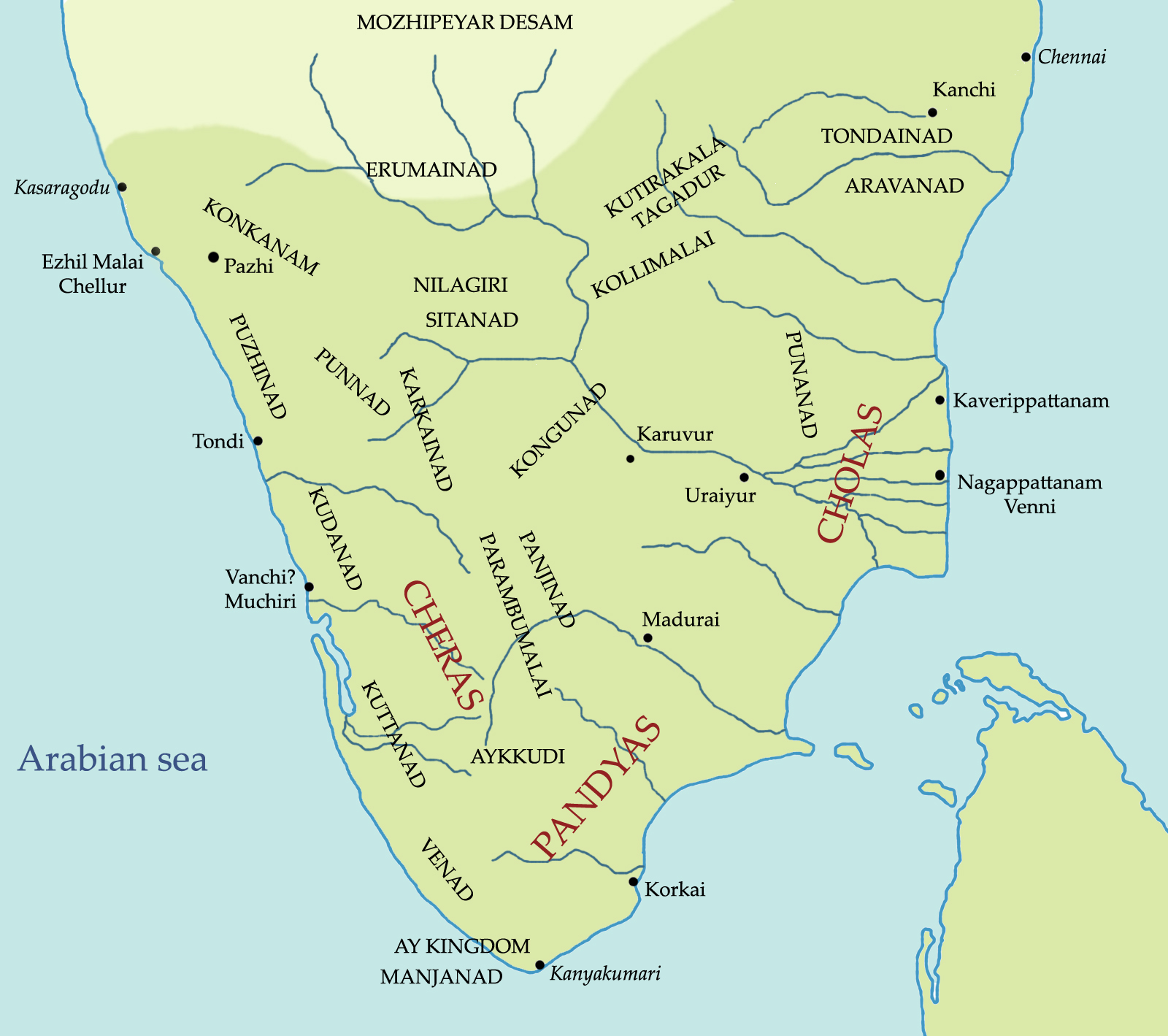
Karte Südindiens während der Sangam-Periode

In Hinblick auf die politische Geschichte beschreibt die Sangam-Literatur einen Zustand, in dem in Tamil Nadu drei große Königsdynastien, die Chera, Chola und Pandya, dominierten. Die Chera herrschten an der Westküste im heutigen Kerala und im Westen Tamil Nadus. Ihre Hauptstadt war Vanchi, dessen genaue Lage umstritten ist. Das Kernland der Chola war das Kaveri-Delta mit der Hauptstadt Uraiyur. Die Pandya herrschten von Madurai aus über den Süden Tamil Nadus. Neben den drei Königsdynastien gab es eine Reihe von Fürsten, die jeweils über ein kleineres Gebiet herrschten. Wegen des Mangels an externen Quellen lassen sich die meisten der in der Sangam-Literatur erwähnten Herrscher aber nicht genauer historisch einordnen. Einzig für die Chera-Dynastie lässt sich anhand der Angaben im Paditruppattu eine durchgängige Genealogie aufstellen.
Die Sangam-Literatur gehört zu den wichtigsten Quellen für die frühe Geschichte Tamil Nadus. Ein Problem ist dabei aber der Mangel an externen historischen Informationen über die Periode der Sangam-Texte. Oft ist nicht klar, in welchem Umfang die Gedichte soziale Realitäten beschreiben und inwieweit sie rein dichterischen Konventionen folgen. So ist etwa versucht worden, das literarische Konzept der fünf Landschaften als Ausdruck von sozioökonomischen Begebenheiten in der Zeit der Sangam-Gedichte zu interpretieren, während andere Forscher dies skeptisch sehen. Auch ist nicht klar, ob die Dichter zeitgenössische Zustände oder in bewusst archaisierender Weise eine weit zurückliegende Zeit beschrieben.

## Nachwirken

### Literarisches Nachwirken
Auf die Sangam-Literatur folgend, bzw. zeitgleich mit ihren spätesten Werken, ist die sogenannte Nach-Sangam-Periode im 5. und 6. Jahrhundert. Aus dieser Zeit stammt das aus 18 Texten bestehende Korpus mit dem Namen Padinenkilkkanakku („achtzehn mindere Werke“) oder kurz Kilkkanakku. Die Mehrheit der Kilkkanakku-Werke, darunter das berühmte Tirukkural, vertreten ein neues Genre, nämlich das der sogenannten didaktischen Literatur, d. h. sie behandeln Themen von Ethik und Moral. Sechs der Texte des Kilkkanakku-Korpus repräsentieren aber das Genre der Liebesdichtung (agam) und eines das der Heldendichtung (puram) und setzen damit trotz gewisser Unterschiede in Sprache und Stil die Tradition der Sangam-Literatur fort. Mit diesen Werken findet die Tradition der klassischen tamilischen Liebes- und Heldendichtung ihren Endpunkt. Ebenfalls in die Nach-Sangam-Ära gehören die sogenannten „fünf großen Epen“, von denen nur drei (Silappadigaram, Manimegalai und Sivagasindamani) in Gänze erhalten sind. Im 7. Jahrhundert erlebt die tamilische Literatur mit dem Aufkommen der religiösen Bhakti-Dichtung, die von der hingebungsvollen Verehrung Gottes handelt, einen starken Umbruch.
Auch nach dem Ende der Sangam-Literatur wirkten ihre Konventionen in der späteren Dichtung nach. So baute das Kovai-Genre, das im 8. Jahrhundert aufkam und bis ins 19. Jahrhundert populär blieb, stark auf Konventionen der klassischen Liebesdichtung auf. Dieselben Konventionen leben auch in der Bhakti-Dichtung, mittelalterlichen religiösen Texten wie dem Kandapuranam und der tamilischen Ramayana-Adaption Kambaramayanam weiter.

### Manuskriptüberlieferung

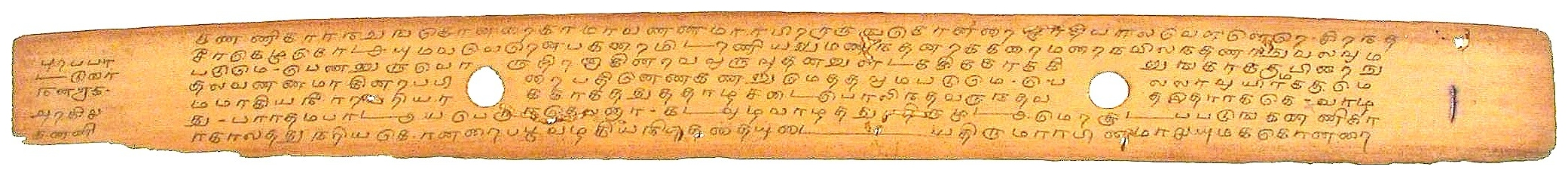
Seite aus einem Palmblattmanuskript des Purananuru

Die Sangam-Texte wurden über Jahrhunderte hinweg in Form von Palmblattmanuskripten übermittelt. Erst im 19. Jahrhundert kam unter westlichem Einfluss auch Papier als Schreibmaterial auf. Im tropischen Klima Südindiens hatten die Palmblattmanuskripte nur eine begrenzte Lebenserwartung und mussten daher regelmäßig kopiert werden. So sind die heute erhaltenen Manuskripte nicht älter als das 17. bis 19. Jahrhundert. Die älteste datierte Handschrift eines Sangam-Textes stammt aus dem Jahr 1675. In den Palmblattmanuskripten waren die Texte in durchgängiger Schrift ohne Worttrennung (scriptio continua) und unter fast völligem Verzicht auf strukturierende Layoutelemente geschrieben. Durch Sandhi-Prozesse verändern die Wörter im Text ihre Lautgestalt, wenn sie aufeinandertreffen, was es bisweilen schwer macht, die einzelnen Wörter zu erkennen. Zudem verwenden die Palmblattmanuskripte eine alte Form der tamilischen Schrift, bei der zahlreiche Buchstaben mehrdeutig sind. Die Manuskripte waren dadurch auch für geübte Leser nur schwer zu entziffern. Sie dienten in erster Linie als Merkhilfe für jemanden, der bereits durch einen Lehrer in den Text eingeführt worden war.

### Die Wiederentdeckung der Sangam-Literatur

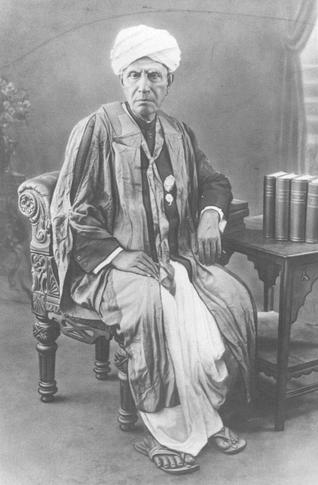
U. V. Swaminatha Iyer (1855–1942)

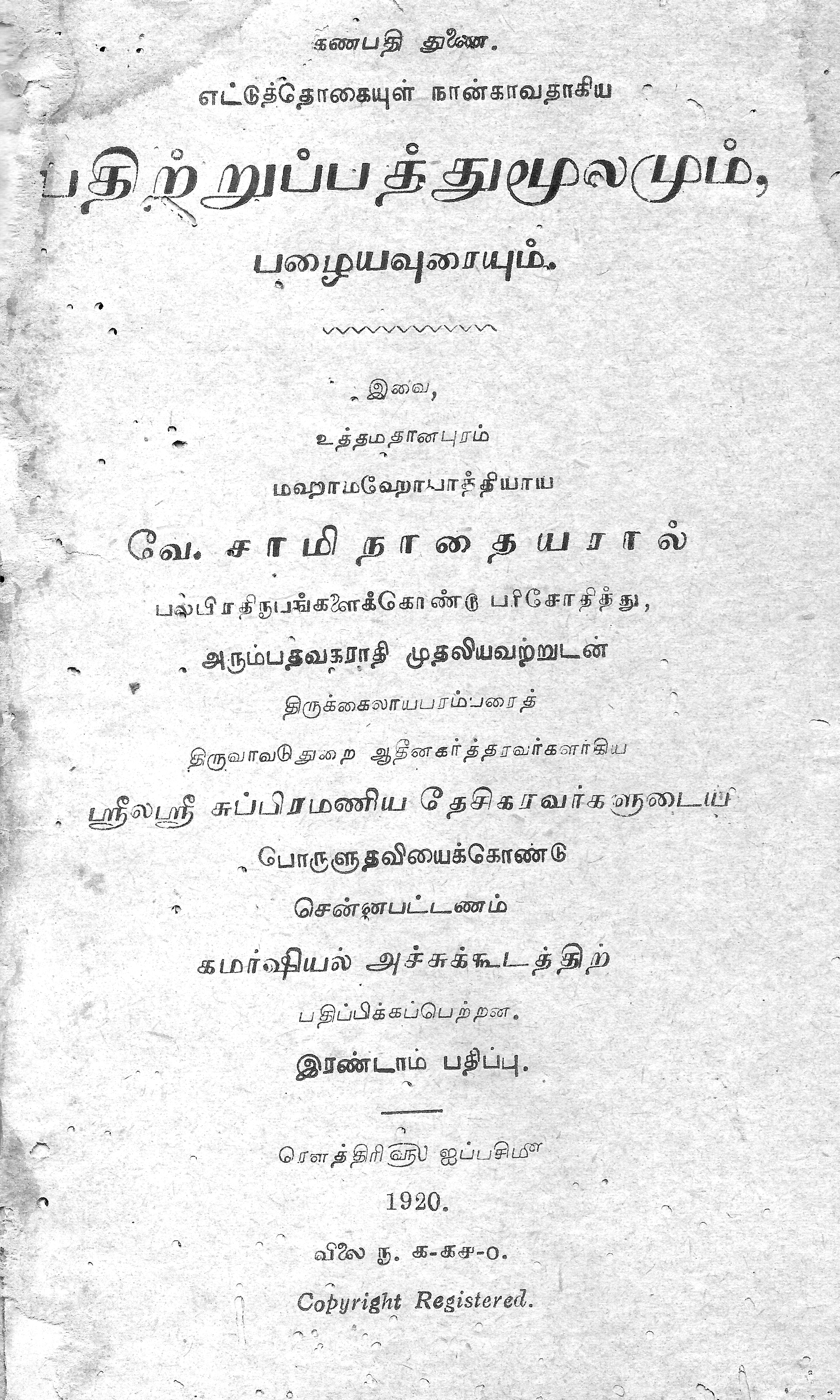
Titelblatt von U. V. Swaminatha Iyers Ausgabe des Paditruppattu (2. Aufl., 1920)

Im 19. Jahrhundert war die Sangam-Literatur weitgehend in Vergessenheit geraten. Zum Kanon der tamilischen Literatur zählten nach damaliger Vorstellung vor allem religiöse Literatur und didaktische Werke wie das Tirukkural. Die Sangam-Literatur war nur einem kleinen Kreis von Dichtergelehrten bekannt. Die einzige Ausnahme war das Tirumurugatruppadai, das wegen seiner religiösen Bedeutung große Popularität genoss und als Teil des shivaitischen Kanons übermittelt wurde. Es ist in zahlreichen Manuskriptkopien erhalten und wurde bereits früh (spätestens 1834/35) gedruckt.
Die Situation änderte sich dramatisch um die Wende des 19. und 20. Jahrhunderts, als Männer wie C. W. Damodaram Pillai (1832–1901) und U. V. Swaminatha Iyer (1855–1942) begannen Manuskripte der Sangam-Texte zu sammeln und auf deren Grundlage gedruckte Texteditionen zu veröffentlichen. U. V. Swaminatha Iyer war der Produktivste der Herausgeber und hinterließ zudem eine umfangreiche Autobiographie. Daher wurde vor allem er als Wiederentdecker der Sangam-Literatur bekannt und erhielt den Beinamen Tamil Tatta („Großvater des Tamil“). Die erste gedruckte Ausgabe eines Sangam-Textes mit Ausnahme des Tirumurugatruppadai war C. W. Damodaram Pillais Edition des Kalittogai aus dem Jahr 1887. Als letzter Text des Sangam-Korpus wurde das Agananuru im Jahr 1923/24 veröffentlicht. Die Editoren standen vor der Herausforderung, schwer verständliche Texte aus der unvollkommenen Schreibweise der Palmblattmanuskripte rekonstruieren zu müssen. Eine lebendige Tradition der Exegese war nicht vorhanden, und nur in wenigen Fällen standen alte Kommentare zur Verfügung, die den Text erklärten. Ein wichtiger Teil des Editionsprozesses war daher das Verfassen neuer Kommentare, um den Text dem Leser zugänglich zu machen.

### Moderne Rezeption

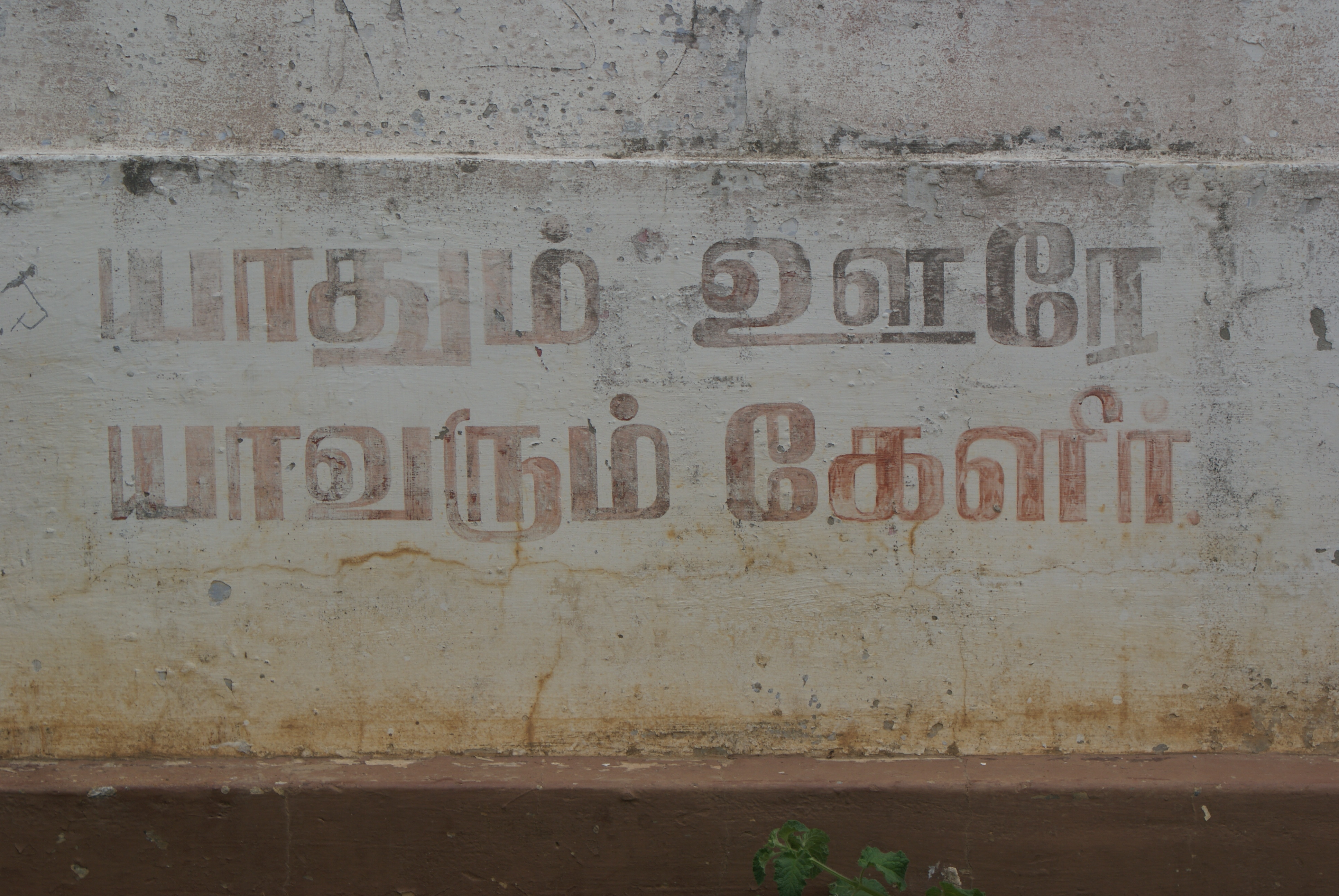
„Jeder Ort ist ein Heimatort, alle Menschen sind Verwandte“: Zitat aus Purananuru 192 an einem Denkmal in Jaffna (Sri Lanka)

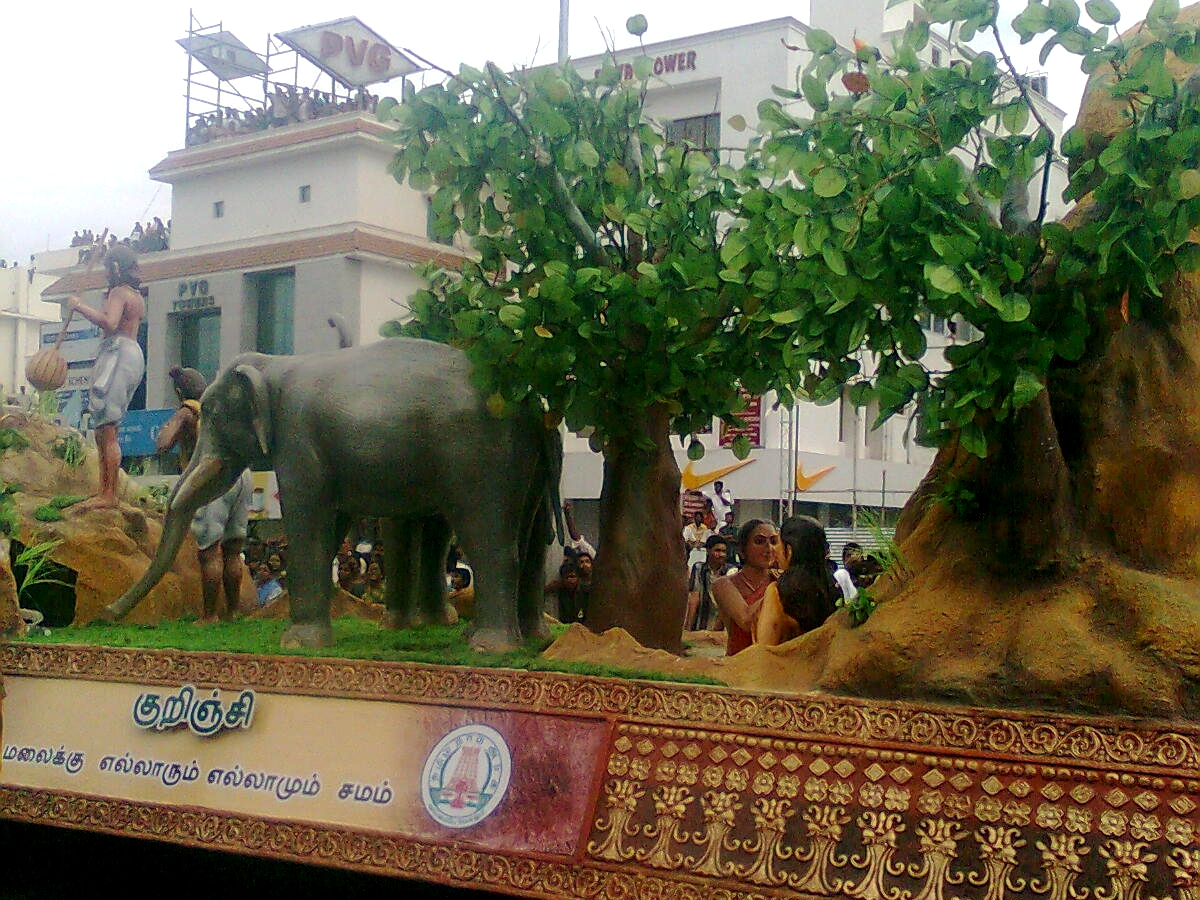
Motivwagen mit Szenen aus der Sangam-Literatur (hier: Kurinchi, die Berglandschaft) bei der World Classical Tamil Conference 2010

Durch die Wiederentdeckung der Sangam-Literatur wurden binnen weniger Jahrzehnte die Vorstellungen über die tamilische Literaturgeschichte revolutioniert. Die Wiederentdeckung der Sangam-Texte und der Epen Silappadigaram und Manimegalai löste einen Prozess aus, der als „tamilische Renaissance“ bezeichnet wird. Diese ging einher mit dem Aufkommen einer neuen Identität der Tamilen als Draviden. Den Hintergrund dazu lieferte die Mitte des 19. Jahrhunderts getätigte Entdeckung, dass die in Südindien gesprochenen dravidischen Sprachen nicht mit den in Nordindien gesprochenen indoarischen Sprachen verwandt sind, zu denen auch das Sanskrit gehört. Aus diesen linguistischen Erkenntnissen folgerte man auf eine völkische Entität der „Draviden“, die sich von derjenigen der „Arier“ Nordindiens unterscheide. In der Sangam-Literatur, die noch weitgehend frei von Einflüssen der nordindischen Kultur ist, sah man nun den Ausdruck einer urtümlichen dravidischen Zivilisation. Gleichzeitig wurde wegen des hohen Alters der Sangam-Literatur für das Tamil nun der Status einer „klassischen Sprache“ auf einer Ebene mit dem Sanskrit beansprucht.
Im 20. Jahrhundert betonten die Akteure der Dravidischen Bewegung die Bedeutung der Sangam-Literatur. So zitierte der Politiker C. N. Annadurai (1909–1969) gerne aus der Sangam-Literatur. Für ihn stand etwa die berühmte Zeile „Jeder Ort ist ein Heimatort, alle Menschen sind Verwandte“ (யாதும் ஊரே யாரும் கேளிர் Yātum ūrē yāvarum kēḷir) aus dem Gedicht Purananuru 192 für den angeblichen Egalitarismus der dravidischen Gesellschaft. Im Kontext des Bürgerkriegs in Sri Lanka (1983–2009) beschworen militante Sri-Lanka-Tamilen dagegen den Mut und den Kampfgeist der Tamilen, indem sie aus der alttamilischen Heldendichtung zitieren, etwa das Gedicht Purananuru 279, in dem beschrieben wird, wie eine Mutter, die schon ihren Bruder und ihren Mann in der Schlacht verloren hat, zuletzt ihren jüngsten Sohn auf das Schlachtfeld schickt. Bis heute spielt die Sangam-Literatur eine wichtige Rolle für das kulturelle Bewusstsein der Tamilen, das sich vor allem über die tamilische Sprache und deren hohes Alter definiert. Entsprechend groß war der Prestigeerfolg, als die indische Regierung das Tamil 2004 offiziell zur klassischen Sprache ernannte (mittlerweile sind neben dem Tamil auch Sanskrit, Telugu, Kannada, Malayalam und Oriya als klassische Sprachen Indiens anerkannt). Ein Beispiel für die politische Instrumentalisierung des klassischen Status des Tamil ist die World Classical Tamil Conference, die der damalige Regierungschef des Bundesstaates Tamil Nadu, M. Karunanidhi, im Jahr 2010 als großes Massenspektakel organisierte.
Viele moderne tamilische Lyriker haben sich von der Sangam-Literatur inspirieren lassen. Ein Beispiel ist der von der Dravdischen Bewegung beeinflusste Dichter Bharathidasan (1891–1964), der in seinem Werk zahlreiche Themen und Motive aus der Sangam-Dichtung übernimmt und sich der klassischen Versmaße bedient. Auch der Tamilische Film greift in den Texten seiner Filmsongs bisweilen auf die Sangam-Literatur zurück. So wird das berühmte Gedicht Kurundogai 40 („… wie rote Erde und strömender Regen / sind in Liebe sind unsere Herzen vereint“) unter anderem in den Filmen Dharma Yuddham (1979), Vellai Roja (1982), Iruvar (1997), Chithiram Pesuthadi (2006) und Sillunu Oru Kaadhal (2006) zitiert.
Außerhalb des tamilischen Bereiches haben vor allem die englischen Übersetzungen des indisch-amerikanischen Indologen und Dichters A. K. Ramanujan (The Interior Landscape, 1967 und Poems of Love and War, 1985) die Sangam-Literatur bekannt gemacht. Übersetzungen ins Deutsche sind bislang nicht veröffentlicht worden.